# Schloss Neuland
Schloss Neuland (polnisch Pałac w Niwnicach) ist ein Schloss in Niwnice (deutsch Kunzendorf unter dem Walde) in der Stadt- und Landgemeinde Lwówek Śląski im Powiat Lwówecki der Woiwodschaft Niederschlesien in Polen.

## Geschichte
Das Schloss Neuland wurde in der zweiten Hälfte des 17. Jahrhunderts durch das Adelsgeschlecht Nostitz errichtet. Im späten 19. Jahrhundert folgten die Röder als Besitzer, die das Schloss zeitgemäß umgestalten ließen. Die späteren Besitzer Wietersheim gründeten u. a. die noch heute betriebene Gipsfabrik und ließen das Schloss 1901 nach Entwurf des Bunzlauer Architekten Friedrich Engelhardt Gansel umgestalten. Nach dem Übergang Schlesiens an Polen infolge des Zweiten Weltkriegs 1945 wurde im Schloss eine Grundschule untergebracht.

## Nachweise
- Artikel auf wochenblatt.pl. Abgerufen am 15. Mai 2021.